# Năpasta
Năpasta este ultima piesă de teatru a dramaturgului Ion Luca Caragiale, apărută în 1890. Premiera acestei piese avea să determine o creștere a adversității față de opera marelui dramaturg. Este singura dramă scrisă de acesta.

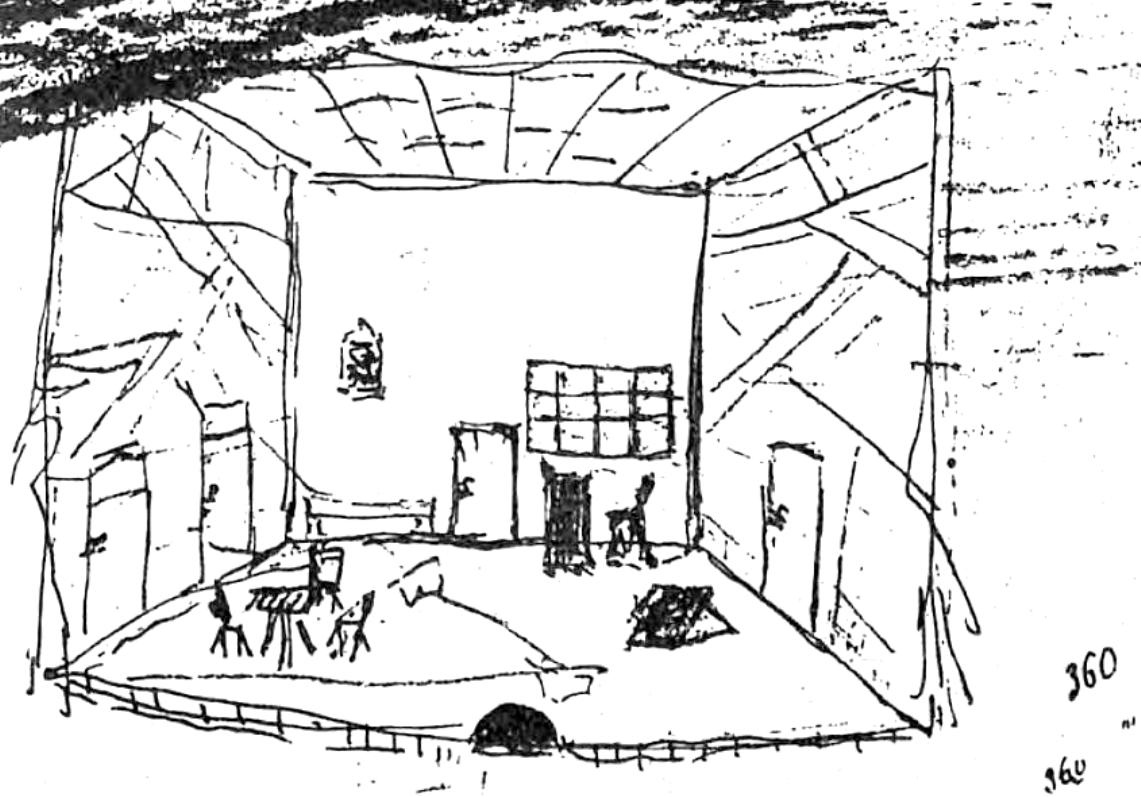
Decor pentru Năpasta, desenat de Caragiale, circa 1890, de pe manuscrisul dăruit lui Delavrancea

## Origine
Conform I. D. Suchianu, Caragiale și niște prieteni se aflau într-o excursie pe valea Oltului când s-au oprit în satul Tigveni, pe malul Topologului. În cârciumă, aceștia s-au minunat de frumusețea unei sătence. La ieșire s-au întâlnit cu un grup de tineri care au observat că „pentru fata asta o să se facă moarte de om”.

## Sumar

### Actul I
Dragomir, Gheorghe și Anca discută un proces. Dragomir, supărat că soția sa, Anca, încă îl plânge pe fostul ei soț, Dumitru, pleacă furios la cârciumă. Gheorghe mărturisește că o iubește pe Anca și aceasta îl îmbie să-i ucidă soțul, când se întoarce beat. După ce pleacă Gheorghe, un nebun, Ion, îi cere Ancăi să-l găzduiască. Realizând că este omul acuzat de moartea primului ei soț, Anca-l ascunde. Între timp, Gheorghe se întoarce să-i spună că Dragomir vrea să plece-n lume și Anca-l ascunde și pe el. Dragomir se întoarce acasă beat și vorbește cu Anca despre mariajul lor, după care se duce să se culce.

### Actul II
Anca devine din ce în ce mai convinsă că Dragomir l-a omorât pe Dumitru și urcă cu barda la el în dormitor să-l omoare, dar acesta se trezește. Ion fuge și Anca pleacă să-l găsească, dar acesta se întoarce în casă cât e ea plecată. Dragomir îl convinge să plece împreună în lume, dar Anca se întoarce și-i oprește. Ion se sperie din nou și se ucide din greșeală. La un semn al Ancăi, Gheorghe cheamă sătenii și Anca îi înscenează lui Dragomir suicidul lui Ion. Înainte ca sătenii să-l ia, Anca-i șoptește că aceasta e răzbunare pentru uciderea primului ei soț.

## Personaje
- Anca este personajul central al piesei, soția lui Dragomir și văduva lui Dumitru Cirezaru. Aceasta se căsătorește cu Dragomir și-l observă timp de nouă ani în speranța de a dovedi că acesta i-a ucis primul soț. [1]
- Dragomir al doilea soț al Ancăi și ucigașul lui Dumitru. Dragomir o iubește dar este mistuit de coșmaruri și remușcări pentru crima pe care a săvârșit-o și frustrat de ceea ce percepe ca perseverența soției lui de a-i aminti de Dumitru.
- Gheorghe este tânărul învățător din sat îndrăgostit de Anca.
- Ion este pădurarul acuzat pe nedrept de moartea lui Dumitru, deoarece găsise cadavrul acestuia și-i luase tutunul, amnarul și luleaua. Ion a înnebunit de la bătăile primite și de la ani de muncă la ocnă.
- Dumitru Cirezaru este primul soț al Ancăi. Acesta este omorât în pădure de Dragomir, care se pregătește să-l arunce, când hoitul este găsit de pădurarul Ion.

## Teme și motive
Mare parte din interpretarea piesei depinde de interpretarea motivelor din spatele acțiunilor Ancăi și ale lui Dragomir. Mulți critici au fost frustrați de ambiguitatea mesajului piesei și recenziile polarizate reflectă această ambiguitate. Anca este motivată fie de justiție, fie de răzbunare; Dragomir este motivat de frică și remușcare. 
- Justiția și răzbunarea sunt două teme controversate în Năpasta, datorită ambiguității acțiunilor personajelor, care plasează piesa într-o zonă de tranziție în care cele două concepte se întrepătrund. Justiția omenească, instituția legală, îi permite lui Dragomir să scape nepedepsit pentru moartea lui Dumitru peste un an, dacă acesta nu este prins până atunci. Anca este șocată să realizeze acest lucru, care nu se potrivește cu noțiunea ei de „justiție”. Cu toate acestea, titlul „năpastă” care face trimitere la o nenorocire, și ultima replică a Ancăi fac referire la legea talionului, o formă de justiție a trecutului incompatibilă cu forme contemporane de justiție.

Mai mult, mulți critici au subliniat importanța deciderii asupra unui personaj principal în deciderea temelor. Dacă Anca este personajul principal, năpasta pe care aceasta o pogoară peste soțul ei este răsplata potrivită pentru crima săvârșită, chiar dacă nu este crima pentru care instituția legală îl pedepsește. Mulți consideră că astfel conștiința Ancăi e limpede și acțiunile ei sunt simple și clare. Pe de altă parte, mulți preferă personajul lui Dragomir, ca fiind mult mai bine definit. Dacă Dragomir este personajul central, piesa urmărește efectul remușcărilor asupra lui, iar Anca preia rolul unei Erinii, fie metaforic, fie ca o reflecție a psihicului său torturat. Perseverența ei în căutarea adevărului se transformă prin această perspectivă într-un act de hărțuire și acțiunile ei în deznodământul piesei se transformă într-o justiție păgână.
- Aspectele suferinței este frecvent adus în discuție prin perspectivele celor doi soți. Dumitru Cirezeanu este o prezență care atârnă greu asupra amândurora. Inițial, Dragomir insistă să-l pomenească pe mort, ca să-l împăciuiască; ulterior Anca îl aduce în discuție și Dragomir încearcă să-l uite.  Anca își exprimă suferința căutând dovezi pentru a aduce justiție fostului ei soț și legându-se de cel pe care îl bănuiește. Motivele ei sunt fie perseverență, fie hărțuire. Dragomir încearcă să scape de vină, întâi cu daruri, apoi îmbătându-se ca să uite. Ion suferă de asemenea, datorită pedepsei nemeritate. Mai degrabă decât să-și conștientizeze situația, acesta înnebunește, cu scurte momente de claritate, care celorlalți le par, dimpotrivă momente de manie.
- Nicolae Iorga complimentează talentul lui Caragiale în a reproduce psihicul țăranului, un motiv numai aparent simplu: „Există o psihologie a țăranului, adânc deosebită de aceea a burghezului ori de aceea a artistului. Idei puține, majoritatea lucruri văzute, senzații păstrate; (...) Sentimentele n-au caracterul amestecat și tulbure al patimelor noastre în care dominanta e înăbușită aproape de grămada armonicelor; ideile puține și slabe nu le pot sta în cale și sunt puțini în stare să le devieze din calea lor. Dragomir iubește pe Anca cu o dragoste nebună (...); ca s-o știe a lui el omoară pe Dumitru (...) Hotărârile se iau deodată, nicio cântărire îndelungată, nicio luptă lăuntrică (...) fără nicio pregătire, [Anca] apucă în mâini toporul ca să-i crape capul (...) Ion se omoară întâi. Anca stă la fereastră și, deodată, hotărâtor și fără cumpăneală, întorcându-se spre ucigaș, ea îi spune: «tu ai ucis pe Ion». Planul cel nou i s-a închegat cu o iuțeală de trăznet în minte și ideea, odată născută, nu îi iese o clipă din creier.”[2]
- Religia este un motiv care permează numeroasele aspecte din lumea țărănească românească. Cu toate acestea, în perspectiva aproape naturalistă a lui Caragiale, religia are un rol complementar culturii țărănești, mai degrabă decât structural. Deși aspectul religios este menționat frecvent în Năpasta, aspectele care stau la baza creștinismului ortodox precum iertarea și sanctitatea vieții nu influențează sub nicio formă impulsurile și deciziile Ancăi sau remușcările lui Dragomir. Acesta din urmă nu pomenește frica de iad, dar este mistuit de frica de ocnă care îl împinge la nebunie și iluzii. În ceea ce-l privește pe Ion, fanteziile cu Maica Domnului care îl conduc la Anca o impresionează puternic, dar acestea nu rezultă decât în suicidul acestuia, pe care Anca îl folosește fără șovăire în scopuri proprii. În Năpasta, religia nu este decât un pretext de civilizație impus de societate care nu s-a putut împământeni decât superficial peste impulsurile naturale care guvernează.
- Nebunia este alt motiv care apare des în Năpasta, trimițând către naturalism. Ion, personajul nebun al lui Caragiale, este caracterizat complex prin acest motiv. În contextul piesei, Ion este un hoț, dar în casa Ancăi este prins între un ucigaș și o femeie care pare dispusă să ucidă fără să clipească. El înnebunește din cauza bătăilor și a muncii la ocnă, dar este, prin comparație, nevinovat. În rarele momente când conștientizează acest fapt, erupe în faze de furie și manie, astfel o altă interpretare este frustrarea la absurditatea societății înconjurătoare, simbolizată de cei care l-au bătut pentru o confesiune falsă și de Anca și Dragomir, care se folosesc de el pentru propriile planuri, năpastă și salvare.

## Premiera piesei și recepție
''Năpasta'' a avut premiera în 3 februarie 1890 la Teatrul național din București cu o distribuție de excepție: C. I. Nottara (Ion), Aristizza Romanescu (Anca), Grigore Manolescu (Dragomir) și Costin Mărculescu (Gheorghe). Năpasta a fost primită cu răceală de public și de către cronici, multe defavorabile.
În favoarea operei sale dramatice și, mai târziu, și a celei în proză, s-au pronunțat condeie de mare greutate, ceea ce a rezultat în opera lui Caragiale fiind rezultatul unor polemici acerbe. În februarie 1890, Nicolae Iorga a debutat ca și critic literar la 19 ani cu un articol judicios în „Lupta” despre Năpasta, complimentând precizia caracterizării psihicului țărănesc în Anca și Dragomir și numind Năpasta ca una dintre cele mai de calitate piese de teatru românești. Caragiale i-a trimis un exemplar din Năpasta cu următoarea dedicație: 
„Criticului inteligent și conștiincios care a binevoit, ca om rar ce este, întâi să citească Năpasta și să gândească asupra ei, și apoi s-o critice.”
În favoarea piesei s-au mai pronunțat Constantin Dobrogeanu-Gherea, cu o interpretare diferită, Anca fiind, după el o reflexie a conștiinței vinovate și adesea prea unilaterală pentru gustul acestuia. Alături de mulți alții acest tip discuții au subliniat ambiguitatea piesei, o problemă atacată frecvent și aprig. Eugen Lovinescu argumentează că Anca este, dimpotrivă, axa centrală, dar e lipsită de realitate sufletească. În 1922, Paul Zarifopol găsește piesa răsuflată, artificială și melodramatică, o opinie care a rezonat cu Pompiliu Constantinescu în 1939. În contrast, la mijlocul secolului, Ion Roman adună și dezminte aceste acuzații, subliniind cum piesa a trecut testul timpului. În 1972, Silvian Iosifescu a subliniat dimpotrivă, rădăcinile clasice ale piesei, care respectă cele trei unități ale lui Aristotel. Doi ani mai târziu, I. Constantinescu compara Năpasta cu începuturile teatrului modern, cu accentul pe un singur spațiu închis simbolizând alienarea față de societate.
Aceste polemici, alături de procesul de calomnie, au fost principalele motive pentru care Șerban Cioculescu observă că până la sfârșitul primului război mondial piesa nu a mai fost jucată. În 1891 volumele lui Caragiale (Teatru și Năpasta) sunt respinse și de la premiul Academiei. Consecventă, Academia va respinge în 1901 și premierea volumului Momente.

## Acuzație de plagiat
În 30 noiembrie 1901 redactorul Constantin A. Ionescu al Revistei literare a publicat anonim sub pseudonimul „Caion” articolul „Domnul Caragiale” pe baza piesei „Năpasta”, unde îl acuza pe Caragiale că ar fi copiat piesa Nenorocul de Kemény Istvan. Chemat în instanță, Ionescu a susținut că autorul ar fi copiat din Puterea întunericului („La Puissance de ténèbres”) de Lev Tolstoi. Procesul de calomnie care a urmat i-a adus lui Caragiale o mare tristețe datorită unui mare scandal de presă. În justiție, în ciuda celebrei pledoarii a lui Delavrancea și a probelor administrate, calomniatorul este achitat. Năpasta este ultima piesă de teatru scrisă de autor, nemaiputând să mai închege nimic într-un gen căruia îi adusese, incontestabil, strălucirea marii arte.

## Traduceri notabile
Se poate afirma că Năpasta a fost prima piesă românească jucată într-o limbă străină, anume la Cernăuți, la 30 decembrie 1895, în traducerea germană a lui Adolf Last. Aceeași traducere a stat și la baza spectacolului berlinez, din 1902, unde s-a jucat sub denumirea Anca. 
- 1903 - Maghiară, traducerea Mite Kremnitz. Piesa a fost pusă în scenă în 1903 la Budapesta și în 1918 la Magdeburg.

## Adaptări
- 1928 - film, regia Gheorghe Popescu, Eftimie Vasilescu cu Cristache Antoniu[3]
- 1964 - pentru teatrul radiofonic, adaptarea și regia artistică Constantin Moruzan, regia de studio Ion Prodan, regia tehnică Ion Mihăilescu. În distribuție: Olga Tudorache, Emil Botta, Boris Ciornei, Alexandru Azoiței, Gheorghe Soare, Traian Moraru[4]
- 1982 - film, adaptarea Alexa Visarion, regia Vasilica Istrate, Casa de Filme Numarul Patru, RomâniaFilm. În distribuție: Dorina Lazăr, Corneliu Dumitraș, Florin Zamfirescu, Leopoldina Bălănuță, Dorel Vișan, Vladimir Găitan, Corneliu Revent, Radu Panamarenco, Traian Dănceanu[5]
- 2010 - film, în regia Adriana Varlam, TVR Cultural cu Medeea Marinescu, Vlad Ivanov, Tudor Gheorghe, Dan Bordeianu[6]